# Zygmunt Mitera
Zygmunt Wiktor Antoni Mitera (ur. 17 stycznia 1903 w Skołyszynie, zm. wiosną 1940 w Charkowie) – harcerz, doktor inżynier geofizyki stosowanej, przedsiębiorca, wykładowca, podporucznik łączności rezerwy Wojska Polskiego, ofiara zbrodni katyńskiej.

## Życiorys
Urodził się 17 stycznia 1903 w Skołyszynie jako syn nauczycieli Adolfa i Walerii z Hnatowiczów w Skołyszynie. Jego braćmi byli legioniści: Stanisław (1890-1915), doktor historii, harcerz i nauczyciel, poległy w bitwie pod Kostiuchnówką, pośmiertnie odznaczony Orderem Virtuti Militari i Kazimierz (1897–1936), malarz, pedagog i krytyk sztuki.
Zygmunt uczestniczył w wojnie polsko-bolszewickiej w szeregach 6 pułku artylerii polowej. Ukończył IV Gimnazjum Realne im. Henryka Sienkiewicza w Krakowie. W okresie nauki szkolnej był harcerzem, w 1920 zorganizował 9 Krakowską Drużynę Harcerską im. płk. Dionizego Czachowskiego (później pod nazwą „Błękitna Jedynka”), w 1923 był komendantem Hufca Kraków-Podgórze. W 1929 został absolwentem Wydziału Górniczego Akademia Górniczej w Krakowie, gdzie uzyskał tytuł inżyniera górniczego. Podczas studiów był asystentem w Katedrze Fizyki. Uzyskał stypendium rządu polskiego po czym odbywał studia uzupełniające w zakresie geofizyki stosowanej na uczelniach zagranicznych: na Wydziale Górniczym Technische Universität Berlin w Niemczech, w Szwecji, we Francji, a od 1931 na Wydziale Górnictwa i Badań Geofizycznych w Colorado School of Mines w Golden (Stany Zjednoczone). Później, latem 1929 stypendium przyznała mu Fundacja Kościuszkowska, po czym odbył praktyki w Teksasie i Kalifornii. Był jedynym Polakiem, który uzyskał stypendium Rockefellera w USA. Pod koniec 1932 przejściowo przebywał w Polsce. Był zatrudniony w Państwowym Instytucie Geologicznym i prowadził badania górniczo-geofizyczne oraz poszukiwania złóż roponośnych. Od grudnia 1932 ponownie pracował na uczelni w Kolorado (w połowie 1932 ponownie otrzymał stypendium od Fundacji Kościuszkowskiej), gdzie w maju 1933 jako pierwszy Polak uzyskał stopień doktora nauk technicznych w zakresie geofizyki stosowanej. Był adiunktem i wykładowcą w Zakładzie Geofizyki w Katedrze Geologii Stosowanej na Wydziale Górniczym Akademii Górniczej w Krakowie. Publikował prace z zakresu swojej specjalności naukowej.
We Lwowie od 1934 do 1939 był kierownikiem działu geofizyki w spółce akcyjnej „Pionier” we Lwowie, a w 1936 został współzałożycielem prywatnego przedsiębiorstwa „Geotechnika”. Ponadto od 1938 do 1939 był wykładowcą na tamtejszym Uniwersytecie Jana Kazimierza we Lwowie. Należał do Polskiego Towarzystwa Geologicznego, Stowarzyszenia Wychowanków Colorado School of Mines, amerykańskiej korporacji „Sigma Gamma Epsilon”, American Institute of Mining and Metallurgical Engineers, Society of Exploration Geophysicistas, Towarzystwa Przyrodniczego im. Kopernika i Stowarzyszenia Inżynierów Przemysłu Naftowego. Podczas wybuchu bomby z aeroplanu, która zniszczyła doszczętnie jego mieszkanie we Lwowie, utracona została jego przygotowywana przez kilka lat praca naukowa. Od jesieni 1939 jako docent miał rozpocząć prowadzenie wykładów na Akademii Górniczej w Krakowie.
W Wojsku Polskim w 1930 ukończył Szkołę Podchorążych Rezerwy Łączności. Został przydzielony do pułku radiotelegraficznego. Prezydent RP mianował go podporucznikiem rezerwy ze starszeństwem z dniem 1 stycznia 1937 i 2. lokatą w korpusie oficerów łączności.
Po wybuchu II wojny światowej podczas kampanii wrześniowej jako oficer rezerwy został zmobilizowany i przydzielony do kompanii łączności 5 Dywizji Piechoty. Po agresji ZSRR na Polskę z 17 września 1939 został aresztowany przez Sowietów 5 października 1939. Został osadzony w obozie w Starobielsku. Jego osobę wspomniał później inny jeniec tego obozu Józef Czapski, który zaznajomił się z nim w niewoli. W jego opisie Zygmunt Mitera wykazywał się w Starobielsku niespożytymi siłami i dobrym humorem, pomagał innym jeńcom, wygłaszał odczyty na temat geologii, raczył innych śpiewem, a w obozowej codzienności zajmował się przygotowywaniem zupy jako posiłku dla innych jeńców. Wiosną 1940 został zamordowany przez funkcjonariuszy NKWD w Charkowie i pogrzebany w bezimiennej zbiorowej mogile w Piatichatkach, gdzie od 17 czerwca 2000 mieści się oficjalnie Cmentarz Ofiar Totalitaryzmu w Charkowie. Figuruje na Liście Starobielskiej NKWD pod poz. 2047.
5 października 2007 minister obrony narodowej Aleksander Szczygło mianował go pośmiertnie na stopień porucznika. Awans został ogłoszony 10 listopada 2007 w Warszawie, w trakcie uroczystości „Katyń Pamiętamy – Uczcijmy Pamięć Bohaterów”.

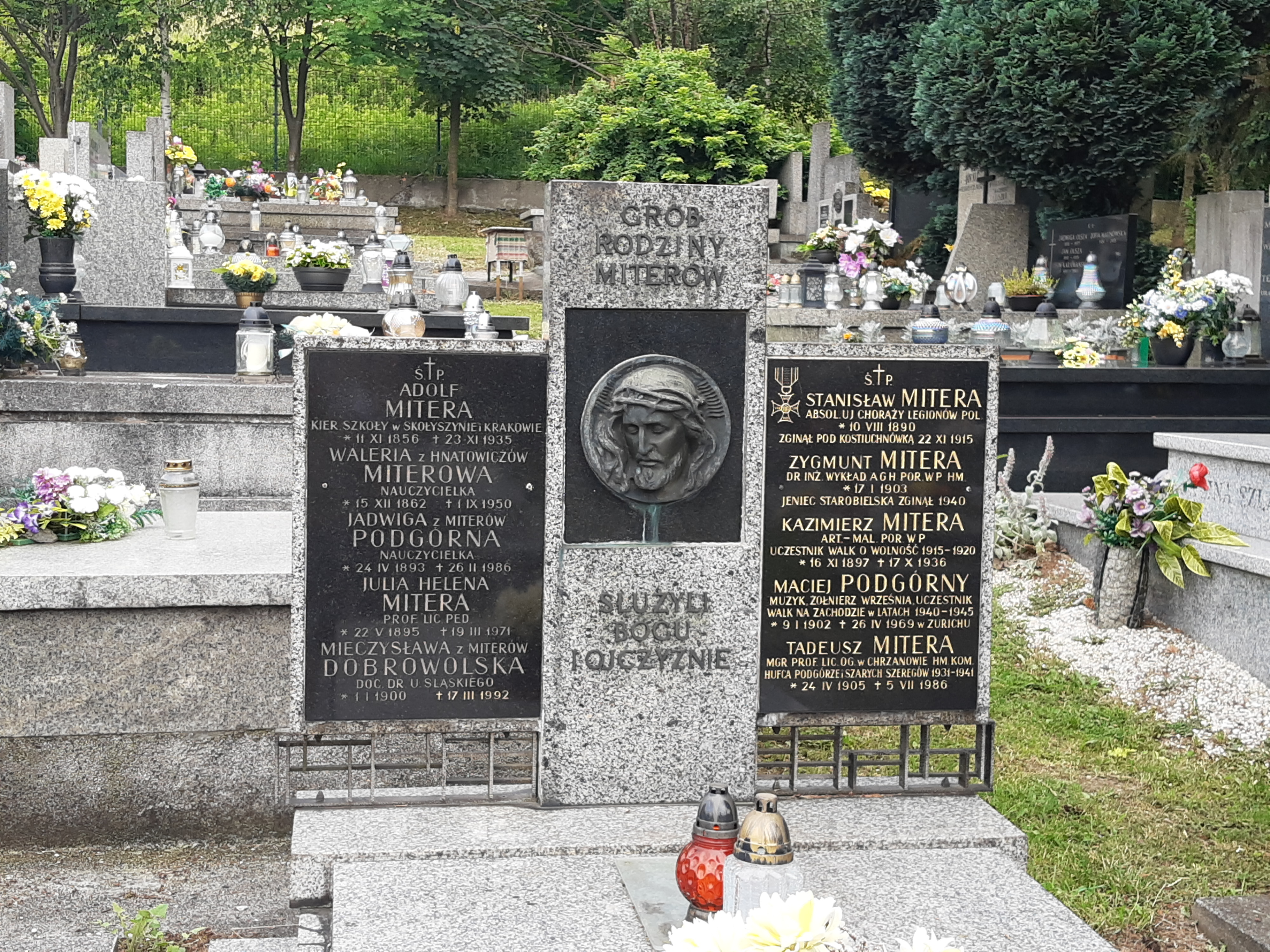
Grób symboliczny Zygmunta Mitery na Cmentarzu Podgórskim (kw. XXXV)

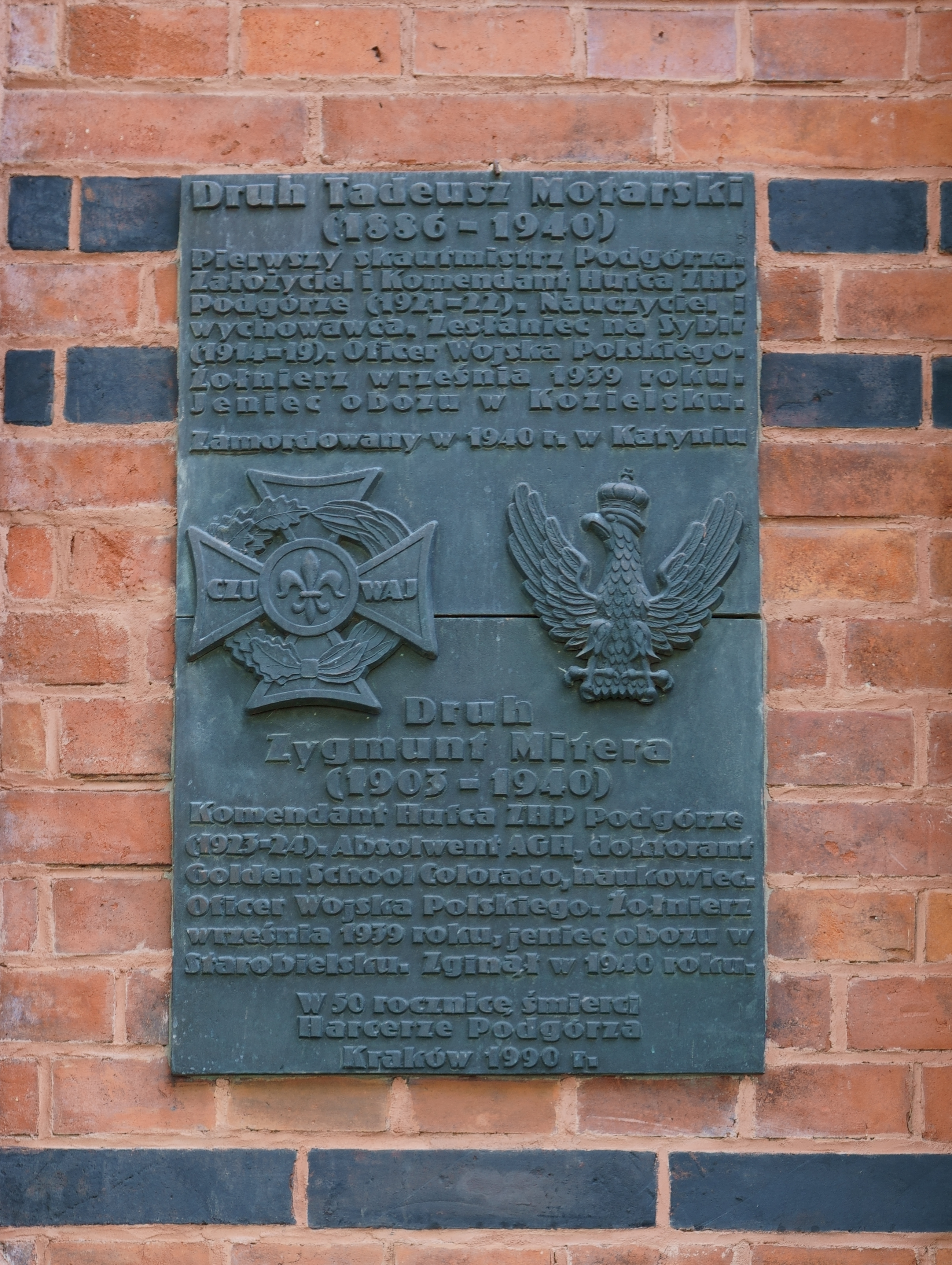
Kraków ul. Sokolska 13

## Upamiętnienie
W 1993 w pawilonie A0 zabudowań Akademii Górniczo-Hutniczej im. Stanisława Staszica w Krakowie została ustanowiona tablica pamiątkowa honorująca trzech pracowników naukowych uczelni – ofiary zbrodni katyńskiej; upamiętnieni zostali dr inż. Zygmunt Mitera oraz dr inż. Augustyn Jelonek i mgr inż. Tadeusz Ramza.

## Publikacje
- Metody badań geosejsmicznych (1931, współautor: Adam Drath)[22]
- A Theoretical and Experimental Examination of the Potential-drop Ratio Method (1933)[23][24]
- Prace sejsmiczne na Przedgórzu i w Karpatach w r. 1934 (1934)[25]
- Możliwości zastosowania poszukiwawczych metod geofizyki w Polsce (1935)[26]
- Rozwój poszukiwań geofizycznych w Niemczech (1936)[27]
- Problemy zastosowania sejsmicznych metod refleksyjnych w polskich Karpatach Wschodnich w świetle dotychczasowych wyników (1936)[28]
  - Problems of Application of Seismic Reflection Methods in the Polish Estern Carpathian Mountains in the Light of Present Investigations
- Present Status and Future Aspectes of Geophysical Exploration in Poland (1938)[29]
- Badania sejsmiczne refleksyjne okolic Kosowa (1938)[30]
- Badania sejsmiczne okolic Daszawy przez S.A. „Pionier” (1938)[31]